# Palenta
Palenta, žganci, pura, grupa sličnih jela od ukuhanog kukuruznog grisa,  pšeničnog brašna, krumpira i drugih sastojaka. Naziv palenta ili polenta posuđenica je iz talijanskoga jezika koji je pak ovu riječ preuzeo od istoimene latinske riječi za ječmenu kašu. Iz Italije se proširila diljem Europe, a u Hrvatskoj se najčešće priprema u Istri, Primorju i Dalmaciji.
U Slavoniji i  kajkavskom dijelu Hrvatske ona se naziva žgancima od glagola (vu)žgati, što znači paliti. Žganci se tipično rade od nešto krupnijeg kukuruznog zrna nego klasična palenta ili pšeničnog brašna pomiješanog s krumpirom. Jedu se često s mlijekom, vrhnjem, jogurtom, maslom ili pak kao prilog uz glavno mesno jelo sa umakom.
U Istri je palenta bila uobičajeni obrok siromašnih, a kuhala se od kukuruznoga brašna u kotlu nad ognjištem i miješala vrnjačom ili palentačem.